# Twierdzenie Berry-Essena
Twierdzenie Berry’ego-Esseena – twierdzenie rachunku prawdopodobieństwa, które daje pewne oszacowanie szybkości zbieżności w centralnym twierdzeniu granicznym.

## Motywacja
Centralne twierdzenie graniczne (w wersji dla niezależnych zmiennych losowych o jednakowym rozkładzie) mówi w istocie, że
{\displaystyle {\mathsf {P}}\left({\frac {X_{1}+X_{2}+\ldots +X_{n}}{\sigma {\sqrt {n}}}}\leqslant t\right)\to \phi (t)}
gdy {\displaystyle n\to \infty .} Naturalnym jest pytanie o odległość tych dwóch funkcji w normie supremum i badanie jak maleje ona wraz z {\displaystyle n.} Całkiem satysfakcjonującą odpowiedź na nie daje nierówność Berry’ego-Esseena: jedynym dodatkowym wymaganiem jest skończoność trzeciego momentu modułu zmiennej.

## Twierdzenie
Niech {\displaystyle X_{1},X_{2},\dots X_{n}} będą takimi niezależnymi zmiennymi losowymi określonymi na wspólnej przestrzeni probabilistycznej, że
- {\displaystyle {\mathsf {E}}X_{i}=0,}
- {\displaystyle \sum _{i=1}^{n}{\mathsf {Var}}(X_{i})=1,}
- {\displaystyle {\mathsf {E}}|X_{i}|^{3}<\infty } dla każdego {\displaystyle i\leqslant n.}

Wówczas istnieje taka stała {\displaystyle L\geqslant 0,} że
{\displaystyle \sup _{t}\left|{\mathsf {P}}\left(\sum _{i=1}^{n}X_{i}\leqslant t\right)-\phi (t)\right|\leqslant L\cdot \sum _{i=1}^{n}{\mathsf {E}}|X_{i}|^{3}.}

### Wniosek
Jako wniosek można przedstawić nieco inne, niekiedy dogodniejsze, sformułowanie twierdzenia.
Niech {\displaystyle X,X_{1},X_{2},\dots ,X_{n}} będą jednakowymi niezależnymi zmiennymi losowymi o średniej zero, wariancji równej {\displaystyle \sigma ^{2}} i dla których {\displaystyle {\mathsf {E}}|X|^{3}<\infty .}
Wówczas
{\displaystyle \sup _{t}\left|{\mathsf {P}}\left({\frac {\sum _{i=1}^{n}X_{i}}{\sigma {\sqrt {n}}}}\leqslant t\right)-\phi (t)\right|\leqslant L\cdot {\frac {{\mathsf {E}}|X|^{3}}{\sigma ^{3}{\sqrt {n}}}}}.

### Dowód wniosku
Niech {\displaystyle {\tilde {X_{i}}}={\frac {X_{i}}{\sigma {\sqrt {n}}}},} przez co
{\displaystyle \sum _{i=1}^{n}{\mathsf {E}}{\tilde {X_{i}}}^{2}=1.}
Zmienne {\displaystyle {\tilde {X_{i}}}} spełniają wtedy założenia twierdzenia i zastosowanie go daje tezę wniosku, gdyż
{\displaystyle \sum _{i=1}^{n}{\mathsf {E}}|{\tilde {X_{i}}}|^{3}={\frac {1}{\sigma ^{3}n^{\frac {3}{2}}}}n{\mathsf {E}}|X|^{3}={\frac {{\mathsf {E}}|X|^{3}}{\sigma ^{3}{\sqrt {n}}}}.}

## Przykład
Ponieważ prawdziwość twierdzenia Berry’ego-Esseena ze stałą {\displaystyle L} implikuje prawdziwość wniosku dla jednakowych, niezależnych zmiennych losowych ze stałą {\displaystyle L} to dla wskazania kontrprzykładu dla pewnej stałej wystarczy wskazać kontrprzykład dla tej stałej dla wniosku.
Niech {\displaystyle X,X_{1},X_{2},\dots ,X_{n}} będą jednakowymi, niezależnymi zmiennymi losowymi takimi, że {\displaystyle {\mathsf {P}}(X=\pm 1)={\tfrac {1}{2}}.} Wówczas {\displaystyle \sigma ^{2}=1.} Niech {\displaystyle n=2k,k\in \mathbb {Z} .}
Wówczas
{\displaystyle {\begin{aligned}&{\mathsf {P}}\left({\frac {X_{1}+\ldots +X_{n}}{\sqrt {n}}}\leqslant 0\right)-\phi (0)\\={}&{\frac {1+{\mathsf {P}}(X_{1}+\ldots +X_{n}=0)}{2}}-{\frac {1}{2}}\\={}&{\tfrac {1}{2}}{\mathsf {P}}(X_{1}+\ldots +X_{n}=0)={\tfrac {1}{2}}2^{-2k}{\tbinom {2k}{k}}.\end{aligned}}}
Ze wzoru Stirlinga wynika
{\displaystyle n!={\sqrt {2\pi n}}({\tfrac {n}{e}})^{n}(1+O({\tfrac {1}{n}})).}
Zatem
{\displaystyle 2^{-2k}{\tbinom {2k}{k}}=2^{-2k}{\frac {(2k)!}{(k!)^{2}}}=2^{-2k}{\frac {\sqrt {4\pi n}}{2\pi n}}{\frac {({\frac {2k}{e}})^{2k}}{({\frac {k}{e}})^{2k}}}(1+O({\tfrac {1}{n}}))={\frac {1}{\sqrt {nk}}}(1+O({\tfrac {1}{n}})).}
Stąd zaś
{\displaystyle {\mathsf {P}}\left({\frac {X_{1}+\ldots +X_{n}}{\sqrt {n}}}\leqslant 0\right)-\phi (0)={\frac {1}{\sqrt {2\pi n}}}(1+O({\tfrac {1}{n}})),}
co jest oszacowaniem dolnym {\displaystyle L,} które wynosi {\displaystyle {\tfrac {1}{\sqrt {2\pi }}}.}